# Nils Oscar Bryggeri
Nils Oscar Bryggeri (Brouwerij Nils Oscar) is een Zweedse microbrouwerij te Nyköping, nabij Stockholm.

## Geschiedenis
De microbrouwerij werd opgericht in 1996 door Karl-David Sundberg als Kungsholmens Kvartersbryggeri i Kungsholmen, Stockholm en later gewijzigd naar Tärnö Bryggeri. In 2006 verhuisde de brouwerij naar een nieuwe locatie en verkreeg zijn huidige naam. De naam van de brouwerij verwijst naar Sundbergs’ grootvader Nils Oscar Sundberg, die in 1882 op achttienjarige leeftijd naar Amerika vertrok. In 1900 keerde hij terug naar Zweden waar hij trouwde met Ida en een familiale boerderij opstartte.
De brouwerij brouwt op ambachtelijke wijze een reeks Europese bierstijlen waarmee verscheidene gouden medailles gewonnen werden op het Stockholm Beer & Whisky Festival.

## Producten

### Bieren
- Nils Oscar God Lager (type Dortmunder)
- Nils Oscar Kalasöl (feestbier)
- Nils Oscar India Ale (India Pale Ale)
- Nils Oscar Imperial Stout (stout)
- Nils Oscar Barley Wine (Barley wine)
- Nils Oscar Pils (pilsner)
- Nils Oscar God Ale
- Nils Oscar Rökporter
- Nils Oscar Hop Yard IPA
- Nils Oscar Brown Ale
- Nils Oscar Farm Ale
- Nils Oscar Ctrl Alt Delete

### Sterkedrank
- Nils Oscar Maltvodka
- Nils Oscar Aquavit
- Nils Oscar Maltvodka
- Nils Oscar Julaquavit
- Nils Oscar Vodka Plus/Zero
- Nils Oscar Tärnö Gin